# 台北捷運小南門線
小南門線（しょうなんもんせん）は、台湾台北市内を運行する台北捷運の路線。台北駅の混雑緩和を目的に淡水線 中正紀念堂駅と板橋線 南港線西門駅を連絡する。
駅はわずか3つだが、中華民国総統府や司法院などの政府官公庁街を通る事もあり、利用者はかなり多い。2014年11月15日から松山方面から西門方面へ抜ける松山線と相互乗り入れを開始した。
2013年11月23日までは線内折り返し運転のみであったものの（「歴史」節を参照）、2013年11月24日より新店線台電大楼駅まで運行区間を延長し、■松山新店線の一部として運行されている。

## 路線データ
- 路線距離 (営業キロ)：1.6 km
- 軌間：1435 mm（標準軌）
- 駅数：3駅
- 複線区間：全線
- 電化区間：全線（直流750V 第三軌条方式）
- 地上区間：なし

## 歴史
- 2000年8月31日 - 開業[1](p328)。
  - この時点では、6両編成の電車が線内を単純に行き来するダイヤとなっていた。
  - また線路は複線で敷設されていたものの、この時点では片方の線路のみを使用する単線運転となっており、定期的に使用する線路を入れ替えていた。
- 2001年9月17日 - 台風ナーリー（納莉、平成13年台風第16号）の影響で午前7:40以降板南線が全線運休[1](p123)、地上市街地の洪水被害と駅出入口からの浸水により本線内の全駅のホームが水没した。（#2001年の台風水没被害を参照）
- 2013年11月24日 - 信義線開業に伴い、新店線台電大楼駅まで直通運転を開始。また、複線運転を開始[2]。
- 2014年11月15日 - 松山線開業に伴い、松山線との直通運転を開始。また、新店線新店駅まで直通運転を延伸[3]。

### 2001年の台風水没被害
- 9月15日 - 12:00に捷運公司は台北駅にある交九の運行管制室内に対策本部（災害應變中心）を設置[1](p122)。
- 9月17日[1](pp122-124)
  - 4:50 - 捷運公司は板南線市政府駅以西と他路線全線での始発からの運行を決定。
  - 6:00 - 板南線市政府駅以西と他路線全線での始発からの運行を開始。
  - 8:00 - 木柵線以外の高運量全路線で運休を決定。
  - 13:45 - 西門駅で軌道冠水。
- 9月18日 - 7:30、中正紀念堂駅冠水(p124)。

小南門駅は被害がなかったが100メートル手前まで水が迫っていた(p125)。

#### 復旧
- 10月1日 - 13:00より淡水新店線直通運転再開に伴い中正紀念堂駅が業務再開[1](p128)。
- 10月14日 - 板橋線の新埔～西門間復旧に伴い西門駅が上層階のみを使用し業務再開[1](p129)。
- 10月17日 - 小南門線の運行と小南門駅の業務再開[1](p129)。
- 11月18日 - 西門駅での下層ホーム復旧、運行正常化[1](p130)。

## 駅一覧
斜字体は建設中または計画中の路線
| 駅番号                      | 駅名         | 駅名         | 駅名                                  | 接続路線・備考                                                    | 所在地 | 所在地        |
| 駅番号                      | 日本語       | 繁体字中国語 | 英語                                  | 接続路線・備考                                                    | 所在地 | 所在地        |
| --------------------------- | ------------ | ------------ | ------------------------------------- | ----------------------------------------------------------------- | ------ | ------------- |
| ↑ 松山線 松山駅まで直通運転 |              |              |                                       |                                                                   |        |               |
| G12                         | 西門駅       | 西門站       | Ximen Station                         | 松山線 (直通運転) 板南線BL11（南港線、板橋線）                    | 台北市 | 中正区 万華区 |
| G11                         | 小南門駅     | 小南門站     | Xiaonanmen Station                    |                                                                   | 台北市 | 中正区        |
| G10                         | 中正紀念堂駅 | 中正紀念堂站 | Chiang Kai-Shek Memorial Hall Station | 新店線（直通運転） 淡水信義線R08（淡水線、信義線） 万大樹林線LG01 | 台北市 | 中正区        |
| ↓ 新店線新店駅まで直通運転  |              |              |                                       |                                                                   |        |               |

## 使用車両
- 371型
- 381型